# Martlesham
Martlesham è una cittadina (village) e parrocchia civile di 5 478 abitanti situata in Inghilterra, Regno Unito, nella contea del Suffolk, in Inghilterra. L'abitato è localmente indicato anche come Old Martlesham (Martlesham vecchia) per distinguerlo da Martlesham Heath, piccolo centro ad est di Ipswich, sorto negli anni settanta sull'area occupata dalla scomparsa RAF Martlesham Heath, base aerea della Royal Air Force.